# Partido Social-Democrata Independente da Alemanha

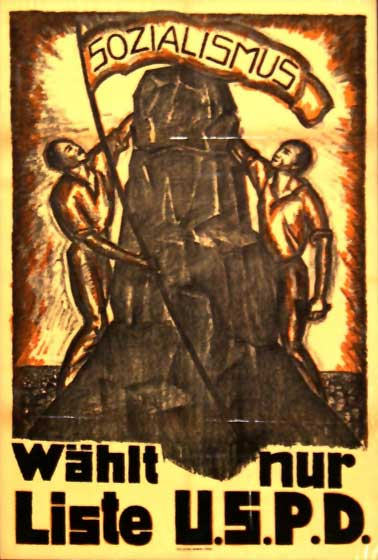
Cartaz eleitoral do USPD, 1919

O Partido Social-Democrata Independente da Alemanha (em alemão: Unabhängige Sozialdemokratische Partei Deutschlands, USPD) foi um partido político operativo durante o Segundo Reich e a República de Weimar. 

## Fundação
Em 21 de dezembro de 1915, membros do Partido Social-Democrata da Alemanha (SPD) no Reichstag (Parlamento alemão) votaram contra a autorização de novos fundos para financiar a Primeira Guerra Mundial, o que provocou um aumento das tensões entre a cúpula do SPD e esse grupo de militantes pacifistas formado ao redor de Hugo Haase, que em última instância terminou com a expulsão desse grupo do SPD em 24 de março de 1916.
Com o fim de continuar o seu trabalho parlamentar, formaram um grupo denominado Grupo Social-democrata de Trabalho (SAG, Sozialdemokratische Arbeitsgemeinschaft), que constituiu o primeiro passo para a fundação do USPD, em 6 de abril de 1917, no seu primeiro congresso em Gotha, com Hugo Haase como primeiro presidente. Ao novo partido aderiu também a Liga Espartaquista, mas mantendo uma certa autonomia. Ademais, desde a fundação do USPD, o SPD foi denominado habitualmente MSPD (Mehrheits-SPD) ou SPD Maioritário.

## Greve geral de 1918 e crescimento
A partir da greve geral de 1918 liderada por revolucionários vinculados ao USPD e oficialmente apoiada pelo partido, a organização atingiu os 120.000 afiliados. Embora o enfrentamente contínuo com o SPD por causa da colaboração desse partido com o governo, ambos os partidos chegaram a um acordo no início da Revolução alemã de novembro de 1918, de maneira que o USPD chegou a fazer parte do seguinte governo, constituído como Conselho dos Deputados Operários (Rat der Volksbeauftragten) em 10 de novembro e com participação de Friedrich Ebert (SPD) e do próprio Haase.
Porém, o acordo não durou muito tempo. Em 29 de dezembro de 1918, como protesto pela atuação do SPD durante o motim militar de Berlim de 23 de novembro, Haase, Wilhelm Dittmann e Emil Barth abandonaram o Conselho. Ao mesmotempo, a Liga Espartaquista liderada por Rosa Luxemburg e Karl Liebknecht separou-se do USPD e aderiu a outros grupos da extrema esquerda para formar o Partido Comunista da Alemanha (KPD). 
Durante as eleições à Assembleia Nacional de 19 de janeiro de 1919 - nas quais o SPD foi o Partido mais votado com 37.9% do apoio - o USPD atingiu apenas 7.6% dos votos. Porém, o forte apoio que o USPD conseguiu ao apresentar uma iniciativa baseada num sistema de conselhos (Rätesrepublik) em lugar dum sistema parlamentar, fez com que um número importante de militantes do SPD abandonassem o partido e ingressassem no USPD, que atingiu até 750.000 militantes. Esse novo apoio traduziu-se num acréscimo do número de votantes nas eleições de 6 de junho de 1920 (até 17'9%). O USPD tornou-se um dos grupois mais importantes do Reichstag, apenas superado pelo SPD (21,7%).

## A controvérsia da Comintern

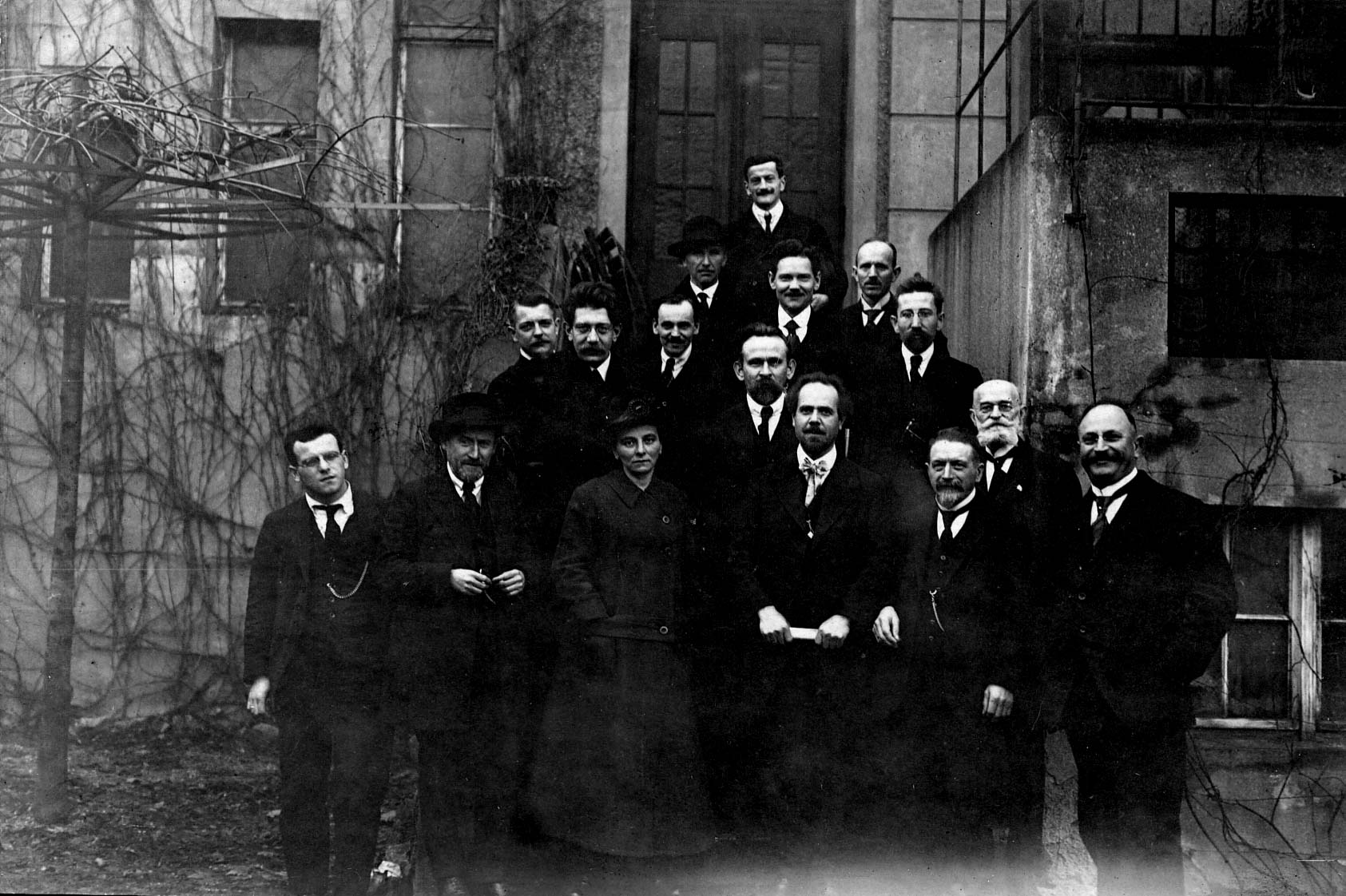
Foto de grupo tirada à margem da conferência do partido USPD em Leipzig, em dezembro de 1919, com membros do comitê executivo do partido, outros membros proeminentes do partido e o delegado convidado do SDAP austríaco Friedrich Adler (quarto a partir da esquerda).

Naquele momento surgiu um debate interno muito controverso a respeito da conveniência de aderir à Comintern. Os opositores sustinham que aderir à Comintern faria com que o USPD perdesse independência, enquanto os que se posicionavam favoravelmente argumentavam - pelo geral, os membros mais jovens, como Ernst Thälmann - que a união com a Comintern favoreceria os objetivos socialistas do partido. A proposta de união foi aprovada finalmente numa convenção celebrada em Halle em outubro de 1920. Mas isso provocou uma fratura na USPD, que ficou cindida em duas fações que se reclamavam como auténticas. Em 4 de dezembro, a ala esquerdista da cisão, com arredor de 400.000 membros, aderiu ao Partido Comunista da Alemanha conformando o Partido Comunista Unido da Alemanha (VKPD). No entanto, a outra fação, com arredor de 340.000 membros e com 3 de cada 4 deputados no Reichstag, continuou com a denominação USPD. Esta fação moderada estava liderada por Georg Ledebour e Arthur Crispien. 

## Reunificação com o SPD
A saída do setor mais esquerdista face ao VKPD fez com que, na prática, as diferenças entre o USPD e o SPD se reduzissem de modo evidente. Até, o USPD começou a defender a democracia parlamentar contra o sistema conselhista que defendera outrora. O assassinato do Ministro do Exterior Walther Rathenau pela extrema direita em junho de 1922, relacionado com a ofensiva do putsch de Kapp-Lüttwitz fez com que ambos os partidos formassem um único grupo de trabalho em 14 de julho. Dois meses depois, em 24 de setembro, os dois partidos unificaram-se oficialmente numa convenção de Nuremberga. Tomaram o nome de Partido Social-Democrata Unido da Alemanha (VSPD), mudando novamente para SPD em 1924. 
O USDP continuou como partido independente dirigido por Georg Ledebour e Theodor Liebknecht, que se recusaram a trabalhar com o SPD. Contudo, jamais obteve resultados significativos, o qual levou o USPD a se incorporar ao Partido Socialista Operário da Alemanha (SAPD) em 1931.

## Resultados eleitorais

### Eleições legislativas
| Data    | CI.  | Votos     | %              | +/-   | Deputados | +/-     | Status            |
| ------- | ---- | --------- | -------------- | ----- | --------- | ------- | ----------------- |
| 1919    | 5.º  | 2 317 290 | 7,62 / 100,00  |       | 22 / 423  |         | Oposição          |
| 1920    | 2.º  | 5 046 813 | 17,90 / 100,00 | 10,28 | 84 / 459  | 62      | Oposição          |
| 05/1924 | 13.º | 235 145   | 0,79 / 100,00  | 17,11 | 0 / 472   | 84      | Extra-parlamentar |
| 12/1924 | 14.º | 98 842    | 0,32 / 100,00  | 0,47  | 0 / 493   | Estável | Extra-parlamentar |
| 1928    | 25.º | 20 815    | 0,06 / 100,00  | 0,26  | 0 / 491   | Estável | Extra-parlamentar |
| 1930    | 22.º | 11 690    | 0,03 / 100,00  | 0,03  | 0 / 577   | Estável | Extra-parlamentar |

## Membros destacados do Partido
- Emil Barth
- Eduard Bernstein
- Arthur Crispien
- Wilhelm Dittmann
- Hugo Eberlein
- Kurt Eisner
- Hugo Haase
- Karl Kautsky
- Karl Korsch
- Georg Ledebour
- Otto Rühle
- Kurt Löwenstein
- Ernst Thälmann
- Ernst Niekisch
- Kurt Tucholsky
- Clara Zetkin
- Paul Levi
- Karl Liebknecht
- Theodor Liebknecht
- Rosa Luxemburg